# Karen Gillan
Karen Sheila Gillan, škotska filmska in televizijska igralka, * 28. november 1987 Inverness, Škotska.
Najbolj znana je po vlogi Amy Pond v televizijski seriji Doctor Who, po vlogi Nebule v Marvelovih kinematografskih filmih in po vlogi Ruby Roundhouse v Jumanji: Dobrodošli v džungli ter Jumanji: Naslednja stopnja.